# 折御卿
折御卿（957年—995年），北宋初年边将，出自府州折氏，折德扆的儿子，折御勳的弟弟。
折御卿初任节院使、兵马都校、闲厩副使、知府州。宋太宗太平兴国四年（979年）三月，跟随太宗征河东北汉，受命与监军尹宪领屯兵一起攻打岚州，攻克岢岚军，擒获其军使折令图。再克岚州，杀岚州刺史霍翊，擒获将领马延忠等七人，升为崇仪使。雍熙二年（985年）九月，领成州刺史。端拱元年（988年），以六宅使、诚州团练使知府州，又为府州团练使兼麟府浊伦寨巡检使。淳化三年（992年）二月，迁府州观察使。淳化四年（993年）四月，以银夏州管内蕃汉户八千族帐，并马牛羊万计归附。淳化五年（994年）五月，授永安军节度，充麟州兵马都总管夏银府绥都巡检使。至道元年（995年）正月，率兵在子河汊败契丹军，斩获甚众，契丹大将韩德威仅以身免。同年，带病再战韩德威，使契丹军不敢进。病死军中，赠侍中。其子折惟正、折惟昌、折惟信、折惟忠、折惟崇。